# Zamek Likawa

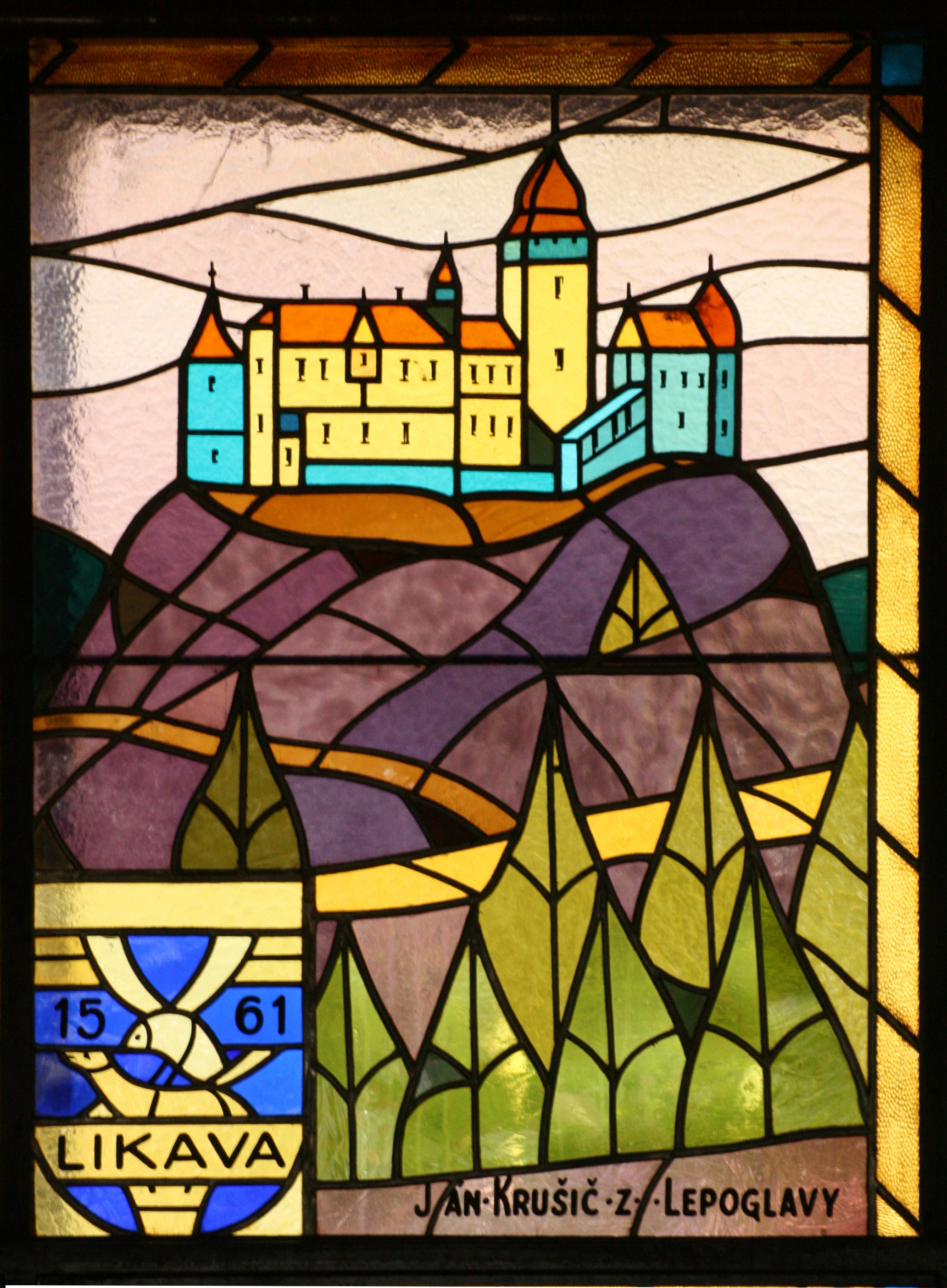
Zamek Likava w czasach swojej świetności – witraż w Bratysławie

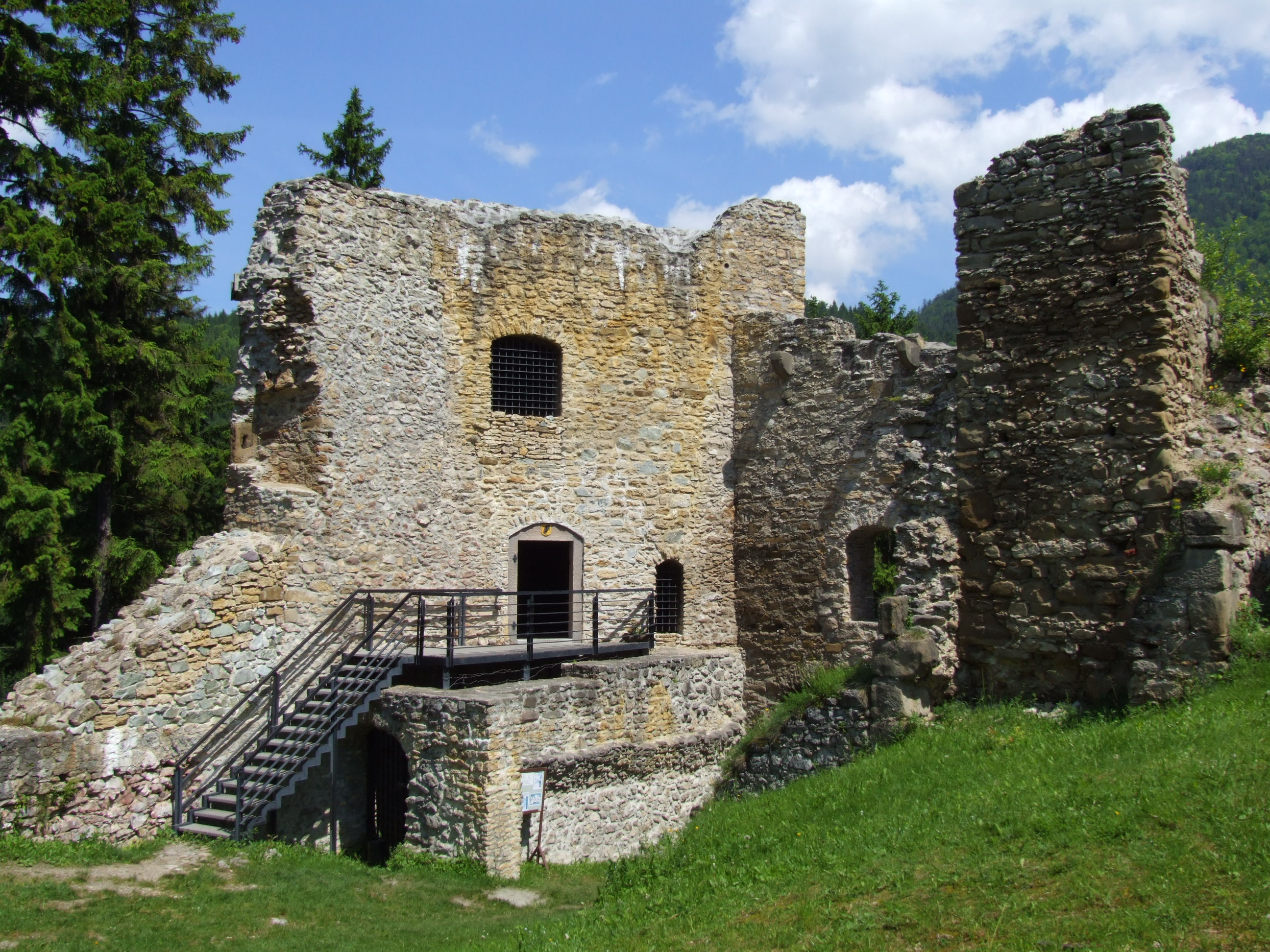
Zrekonstruowana wieża zamurowanej starej bramy – zdjęcie z drugiego dziedzińca dolnego zamku

Zamek Likawa (słow. Likava, Likavský hrad) – ruiny średniowiecznego zamku, wznoszące się nad wsią Likavka w powiecie Rużomberk, w kraju żylińskim, w północnej Słowacji.
Zamek wzniesiony został na skalistym garbie u podnóży Przedniego Chocza, na pograniczu Kotliny Liptowskiej i Gór Choczańskich. Był najważniejszą twierdzą dolnego Liptowa. Strzegł ważnego strategicznie szlaku handlowego, wiodącego z Liptowa na Orawę i dalej do Polski.
Zbudowany po 1335 r. na polecenie potężnego pana feudalnego, żupana Donča. W 1341 r. był już siedzibą załogi wojskowej, strzegącej wspomnianego wyżej szlaku oraz zarządu królewskich majątków w dolnym Liptowie. Na początku XVIII w. w rękach kuruców Franciszka II Rakoczego. Zburzony w 1707 r. z rozkazu Rakoczego, ustępującego przed wojskami habsburskimi.
Prace konserwatorskie i rekonstrukcyjne rozpoczęły się w latach 70. XX wieku. W ich wyniku odbudowano m.in. wieżę zamurowanej starej bramy, trzecią bramę, fragmenty murów dolnego i górnego zamku. Dla turystów udostępniono wspomnianą wieżę (znajduje się tam wystawa dotycząca dziejów zamku) oraz dziedzińce dawnego dolnego zamku.